# 2021–2022-es magyar női vízilabdakupa
A 2021–2022-es magyar női vízilabdakupa, szponzorált nevén az BENU-Magyar Kupa, a huszonkettedik kiírás volt a versenysorozat történetében. A kupára tizenegy csapat nevezett. A győzelmet az Egri VK szerezte meg.

## Eredmények

### Selejtező
november 19–20.
A csoport (Győr)
| Hely. | Csapat            | M | Gy | D | V | G+ | G– | Gk  | P | Továbbjutás vagy kiesés      |      | SZEN | KER  | GYŐR | POLO |
| ----- | ----------------- | - | -- | - | - | -- | -- | --- | - | ---------------------------- | ---- | ---- | ---- | ---- | ---- |
| 1.    | Szentesi VK       | 3 | 3  | 0 | 0 | 44 | 24 | +20 | 9 | Továbbjutott a negyeddöntőbe |      | —    | 13–8 | 12–7 | 19–9 |
| 2.    | III. kerületi TVE | 3 | 2  | 0 | 1 | 43 | 26 | +17 | 6 | Továbbjutott a negyeddöntőbe |      | 8–13 | —    | 10–6 | 25–7 |
| 3.    | Győri VSE         | 3 | 1  | 0 | 2 | 29 | 28 | +1  | 3 |                              |      | 7–12 | 6–10 | —    | 16–6 |
| 4.    | Polo SC           | 3 | 0  | 0 | 3 | 22 | 60 | −38 | 0 |                              | 9–19 | 7–25 | 6–16 | —    |      |

B csoport (Eger, Bitskey Aladár Uszoda)
| Hely. | Csapat         | M | Gy | D | V | G+ | G– | Gk  | P | Továbbjutás vagy kiesés      |  | EGER | TVSE | SZEG |
| ----- | -------------- | - | -- | - | - | -- | -- | --- | - | ---------------------------- |  | ---- | ---- | ---- |
| 1.    | Egri VK        | 2 | 2  | 0 | 0 | 31 | 10 | +21 | 6 | Továbbjutott a negyeddöntőbe |  | —    | 16–4 | 15–6 |
| 2.    | Tatabányai VSE | 2 | 1  | 0 | 1 | 14 | 23 | −9  | 3 | Továbbjutott a negyeddöntőbe |  | 4–16 | —    | 10–7 |
| 3.    | Szegedi NVE    | 2 | 0  | 0 | 2 | 13 | 25 | −12 | 0 |                              |  | 6–15 | 7–10 | —    |

### Negyeddöntő
december 3–5.
| 1. csapat         | Össz. | 2. csapat             | 1. mérk. | 2. mérk. |
| ----------------- | ----- | --------------------- | -------- | -------- |
| Tatabányai VSE    | 13–17 | Szentesi VK           | 8–9      | 5–8      |
| III. kerületi TVE | 10–26 | Dunaújvárosi Főiskola | 6–13     | 4–13     |
| BVSC-Zugló        | 13–14 | Egri VK               | 6–8      | 7–6      |
| UVSE              | 23–15 | Ferencváros           | 14–9     | 9–6      |

### Elődöntő
december 18., Sopron, Lőver uszoda
| 1. csapat | Eredmény | 2. csapat             |
| --------- | -------- | --------------------- |
| UVSE      | 7–8      | Dunaújvárosi Főiskola |
| Egri VK   | 10–9     | Szentesi VK           |

### Döntő
| 2021. december 19. 19:45 | Dunaújvárosi Főiskola                    | 6–7         | Egri VK             | Sopron, Lőver uszoda Nézőszám: 1000 Játékvezetők: Tóth Sándor Kovács Soma |
| 2021. december 19. 19:45 | (0–2, 1–2, 5–1, 1–3)                     |             |                     | Sopron, Lőver uszoda Nézőszám: 1000 Játékvezetők: Tóth Sándor Kovács Soma |
| 2021. december 19. 19:45 | Szilágyi 3 Horváth 1 Garda 1 Gurisatti 1 | Jegyzőkönyv | Czigány 4 Hertzka 3 | Sopron, Lőver uszoda Nézőszám: 1000 Játékvezetők: Tóth Sándor Kovács Soma |

Az Eger kupagyőztes csapatának tagjai: Borsi Ilona, Bódi Fruzsina, Czigány Dóra, Dobi Donna, Gálicz Zsófia, Hertzka Orsolya, Jancsó Patrícia, Katona Zsófi, Keresztes Anita, Kiss Alexandra, Menczinger Kata, Molnár Daniella, Párkányi Réka, Szilágyi Szabina, Túri Dorottya, vezetőedző: Sike József